# Billy Bartholomew
Billy Bartholomew   (Londres, 1 d'octubre de 1901 - Londres, 19 de gener de 1972) va ser un músic anglès de jazz i entreteniment, més conegut a Alemanya en els anys 1920 i 1930.

## Vida i obra
Bartholomew va treballar a Anglaterra, Escòcia i França. El 1924 va arribar a Alemanya, on es va comprometre amb Eric Borchard i després amb Julian Fuhs. El 1927 va fundar el seu "Eden Five", del qual aviat va desenvolupar una big band. El 1928 va tocar amb aquesta orquestra "amb gran èxit" al "Delphi-Palast de Berlín"; a Horst H. Durant molt de temps va ser "una excel·lent orquestra de ball alemanya". L'orquestra va existir fins a 1938 i també va gravar nombrosos discos per als segells "Kristall" i "Odeon", encara que malgrat els bons solistes poques vegades tocava en estil jazzístic. Després de sospites xenòfobes, va decidir el 1937 emprar només músics alemanys en la seva banda. No obstant això, el seu compromís amb ell es va fer cada vegada menys freqüent. A finals de 1938 va tornar a Anglaterra, on va aparèixer com a pallasso musical i animador.

## Entrades lèxics
- Horst J. P. Bergmeier & Rainer E. Lotz Billy Bartholomew: Bio-Discografia. Publicació jazzfreund 27 Menden 1985
- Jürgen Wölfer: Jazz a Alemanya. El lèxic. Tots els músics i companyies discor discorades des de 1920 fins a l'actualitat. Hannibal, Höfen 2008, ISBN 978-3-85445-274-4.